# Singoyudan
Singoyudan is een bestuurslaag in het regentschap Kebumen van de provincie Midden-Java, Indonesië. Singoyudan telt 1126 inwoners (volkstelling 2010).